# Crise constitucional no Paquistão em 2022
Uma crise política e constitucional surgiu no Paquistão quando, em 3 de abril de 2022, o vice-presidente da Assembleia Nacional, Qasim Khan Suri, rejeitou uma moção de desconfiança contra o primeiro-ministro Imran Khan durante uma sessão na qual se esperava que fosse votada, alegando que o envolvimento de um país estrangeiro na mudança de regime era contraditório ao Artigo 5 da Constituição do Paquistão. Momentos depois, Khan declarou em um discurso televisionado que havia aconselhado o presidente Arif Alvi a dissolver a Assembleia Nacional. Alvi obedeceu ao conselho de Khan sob o Artigo 58 da Constituição. Isso resultou na Suprema Corte do Paquistão tomando uma notificação suo moto da situação em curso, criando uma crise constitucional, pois, efetivamente, Imran Khan liderou um golpe constitucional. Quatro dias depois, a Suprema Corte decidiu que a rejeição da moção de desconfiança, a prorrogação da Assembleia Nacional, o conselho de Imran Khan ao presidente Arif Alvi para dissolver a Assembleia Nacional e a subsequente dissolução da Assembleia Nacional eram inconstitucionais, e anulou essas ações em uma votação de 5-0. A Suprema Corte considerou ainda que a Assembleia Nacional não havia sido prorrogada e deveria ser convocada novamente pelo presidente do legislativo imediatamente e o mais tardar às 10h30 do dia 9 de abril de 2022.
Em 9 de abril, a Assembleia Nacional foi novamente convocada, mas a moção não foi imediatamente colocada em votação. Mais tarde, o presidente e o vice-presidente da Assembleia renunciaram pouco antes da meia-noite. Pouco depois da meia-noite de 10 de abril, uma maioria de 174 membros da Assembleia Nacional votou e aprovou a moção de desconfiança, removendo Khan do cargo e tornando-o o primeiro primeiro-ministro do Paquistão a ser destituído do cargo por meio de uma moção de desconfiança.

## Contexto

### Vitória do PTI nas eleições legislativas de 2018 e formação do governo
Para as eleições parlamentares de 2018, o Movimento Paquistanês pela Justiça (PTI) estava entre os dois favoritos juntamente com a cessante Liga Muçulmana do Paquistão-N. Imran Khan também estabelece na ocasião uma virada mais conservadora, indicando, por exemplo, querer salvaguardar a lei que proíbe a blasfêmia. Seus adversários o repreendem por querer atrair o voto dos conservadores religiosos. Por outro lado, seu programa dá um espaço significativo à ecologia e promete investimentos em educação e saúde.
Durante a campanha, o clã Sharif acusou o poderoso exército paquistanês de conspirar e favorecer o PTI, enquanto alguns meios de comunicação e autoridades notaram a repressão contra o partido cessante e denunciaram censura. Em 25 de julho, o PTI venceu facilmente as eleições legislativas, mas sem obter a maioria absoluta, embora seus rivais denunciassem fraude eleitoral. Assim, iniciou negociações para formar um governo de coalizão com partidos pequenos e independentes.
Em 30 de julho, o PTI anuncia que chegou a um acordo para formar um governo de coalizão, reunindo candidatos independentes, a Liga Muçulmana do Paquistão-Q, o Partido Balúchi Awami e a Grande Aliança Democrática, bem como o Movimento Muttahida Qaumi. Em 17 de agosto, Imran Khan recebe a posse da Assembleia Nacional por 176 votos favoráveis, ou seja, quatro a mais do que a maioria necessária. Ao chegar ao poder, interrompeu a tradicional alternância entre o Partido do Povo Paquistanês e as facções da Liga Muçulmana do Paquistão, em particular a de Nawaz.

### Contestação de Imran Khan pela oposição

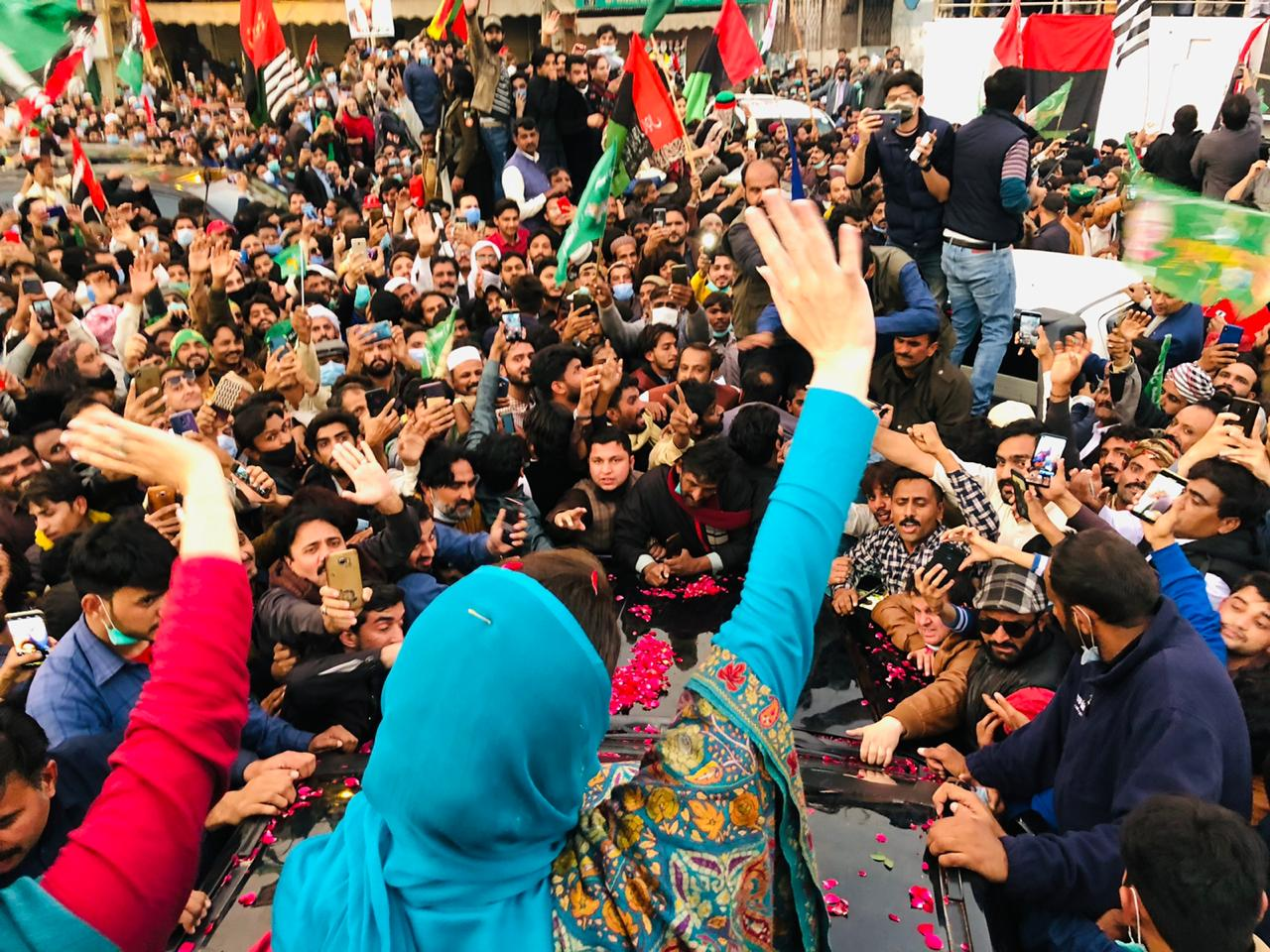
Maryam Nawaz Sharif no comício de Multan.

Fazal-ur-Rehman, líder do partido islâmico Jamiat Ulema-e-Islam lidera uma manifestação antigovernamental de 20.000 apoiadores em novembro de 2019. Em 20 de setembro de 2020, o Movimento Democrático do Paquistão foi fundado pela Liga Muçulmana do Paquistão (N) e pelo Partido do Povo Paquistanês (PPP) e outros nove partidos de oposição entre seus membros. Fazal-ur-Rehman foi nomeado líder da aliança, uma escolha consensual, pois evitou escolher entre os dois principais partidos.
O movimento realiza diferentes ações nas quatro províncias do país, muitas vezes conduzidas pelo líder do PPP, Bilawal Bhutto Zardari, e pela vice-presidente da Liga, Maryam Nawaz Sharif. Seu primeiro comício em 16 de outubro de 2020 em Gujranwala reuniu até 60.000 apoiadores no estádio da cidade. Uma segunda manifestação realizada em 18 de outubro em Karachi reuniu entre 60.000 pessoas segundo as autoridades e 150.000 segundo o PPP. O movimento então reuniu cerca de 20.000 pessoas em Quetta no dia 25 de outubro, sob a vigilância de 5.000 policiais.  Em 22 de novembro, o movimento realizou sua quarta ação em Peshawar, reivindicando 100.000 participantes. Em 30 de novembro, um novo comício em Multan é liderado por Maryam Nawaz e Asifa Zardari, irmã de Bilawal.
O movimento democrático paquistanês critica o poder exorbitante dos militares no Paquistão, pede eleições antecipadas em 2021 e a saída do governo de Imran Khan, "escolhido pelo exército" segundo a aliança. Denuncia fraude durante as eleições legislativas de 2018; embora, de acordo com observadores internacionais, os militares não tenham interferido diretamente no processo de votação, muitos analistas acreditam que eles apoiaram ativamente certos partidos e isolaram seus críticos. Em uma carta de doze pontos, o movimento pede a independência do Parlamento e do judiciário, liberdade de imprensa, reforma eleitoral e o fim da interferência militar.
Imran Khan denuncia o movimento como uma chantagem de seus dirigentes, que, segundo ele, buscam escapar do processo por corrupção e obter uma anistia, como a Ordem de Reconciliação Nacional de 2007. O clã Sharif, incluindo Nawaz Sharif, seu irmão Shehbaz Sharif e sua filha Maryam Nawaz Sharif tem sido, desse modo, objeto de processos desde as revelações dos Panama Papers, enquanto o primeiro está “exilado” no exterior e o segundo preso.

### Colapso da coalizão governista
No contexto de uma crise econômica persistente, o governo do primeiro-ministro Imran Khan enfrenta críticas cada vez mais virulentas de seus parceiros de coalizão. Em 27 de março de 2022, o único parlamentar do Jamhoori Wattan anunciou que estava deixando a coalizão governista. No dia seguinte, quatro dos cinco deputados do Partido Baloch Awami, um importante aliado do partido no poder, anunciaram por sua vez que se juntariam às fileiras da oposição. Em 30 de março, os sete membros eleitos do Movimento Muttahida Qaumi e seus dois ministros federais também deixaram a aliança..

### Suposta interferência estrangeira

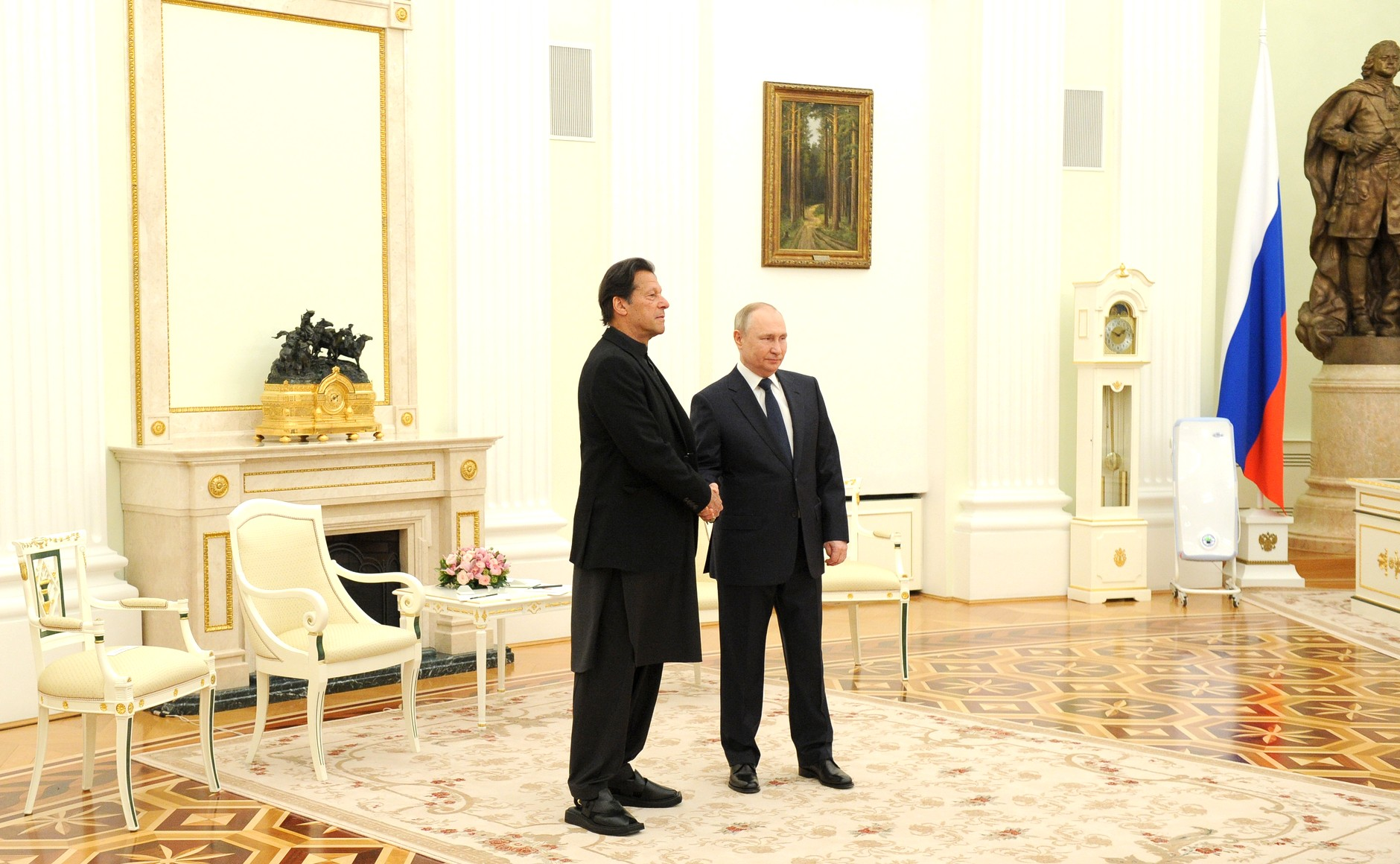
Imran Khan e Vladimir Putin, em 24 de fevereiro de 2022.

Imran Khan acusa a oposição de ser manipulada pelos Estados Unidos, que supostamente o culpa por sua visita a Vladimir Putin na Rússia em 24 de fevereiro de 2022, primeiro dia da invasão russa da Ucrânia em 2022, bem como por sua neutralidade no conflito. Em particular, destaca uma suposta “carta ameaçadora” enviada por diplomatas estadunidenses indicando que as relações entre os dois países dependerão do resultado da moção de censura. Os Estados Unidos negam qualquer interferência. Maryam Nawaz Sharif denuncia uma farsa do primeiro-ministro, que buscaria agradar a opinião pública, se passando por defensor dos interesses nacionais.

## Desenvolvimento

### Tentativa de moção de censura ao governo

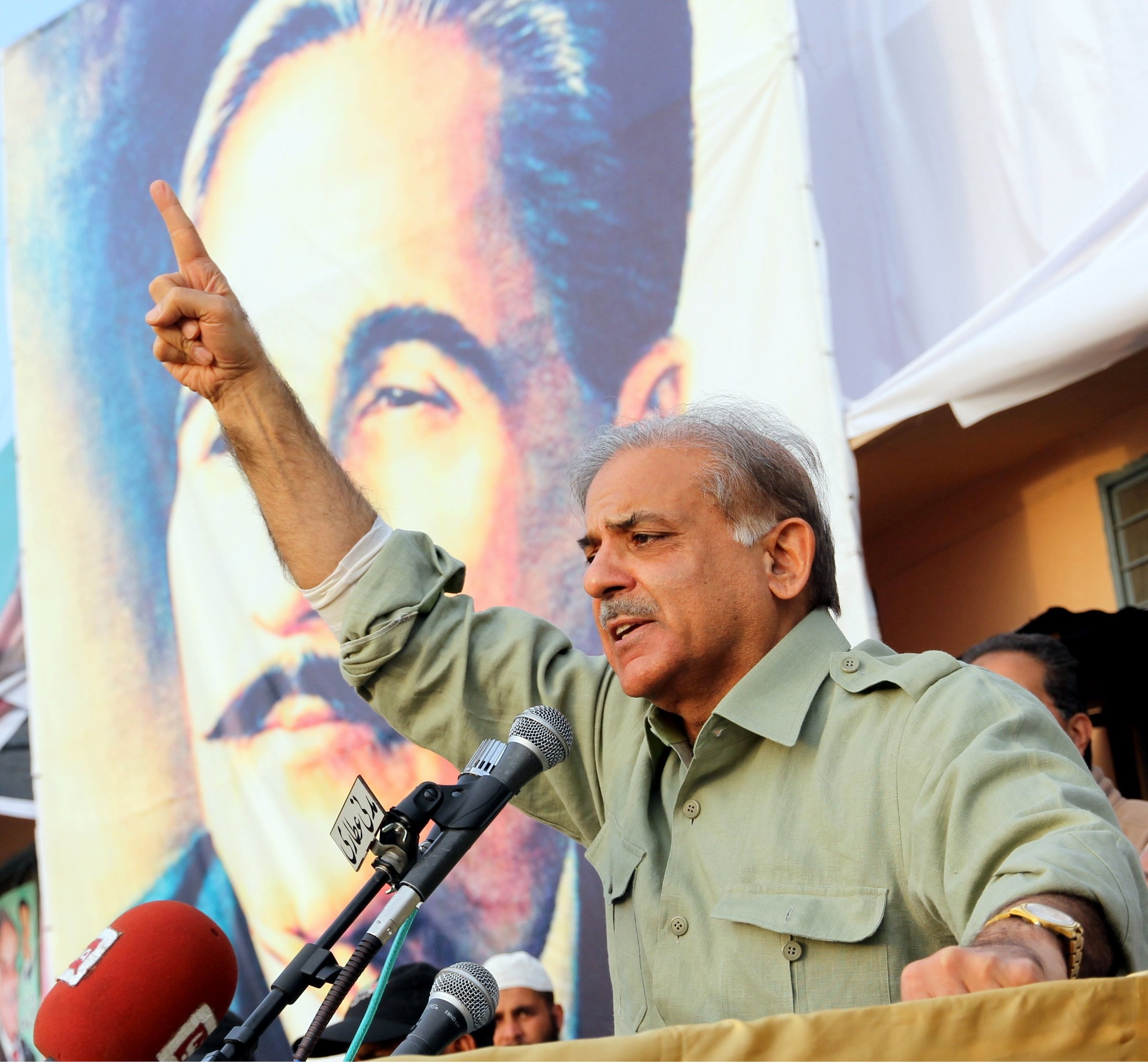
Shehbaz Sharif, líder da oposição na Assembleia Nacional.

Em 28 de março, 161 deputados da oposição liderados por seu líder na Assembleia Nacional, Shehbaz Sharif, apresentaram um pedido de censura contra o governo. Em 3 de abril, no início da sessão da Assembleia Nacional, o ministro da Informação, Fawad Chaudhry, tomou a palavra dizendo que a lealdade ao Estado é o dever básico de todo cidadão nos termos do Artigo 5 da Constituição. Ele reiterou as afirmações anteriores de Imran Khan de que uma conspiração estrangeira havia sido arquitetada para derrubar o governo. Chaudhry então pediu ao vice-presidente que decidisse sobre a constitucionalidade da moção de desconfiança. Por conseguinte, Qasim Suri classificou a moção como uma violação do Artigo 5 da Constituição devido a uma “conspiração estrangeira”. Pouco depois, Khan, em um discurso à nação, anunciou que havia aconselhado o presidente Arif Alvi a dissolver as assembleias após a rejeição da moção de censura a sua pessoa. Assim, no mesmo dia, o Presidente dissolveu a Assembleia Nacional nos termos do Artigo 58 da Constituição.
Em 4 de abril, o Secretariado do Gabinete emitiu uma notificação de que Imran Khan havia “deixado de ocupar o cargo de primeiro-ministro do Paquistão com efeito imediato”. No entanto, de acordo com uma notificação emitida pelo gabinete do presidente no mesmo dia, Imran Khan continuará a servir como primeiro-ministro até que um primeiro-ministro interino seja nomeado.

### Decisão da Suprema Corte
A decisão de dissolver a assembleia foi particularmente controversa devido à menção explícita no Artigo 58 de que o primeiro-ministro "contra quem foi dada uma notificação de resolução de voto de desconfiança na Assembleia Nacional, mas não foi votada” não tem o poder supracitado para aconselhar o presidente a dissolver a Assembleia. Mais tarde naquele dia, uma bancada de três membros da Suprema Corte do Paquistão, composta pelo presidente da Corte, Umar Ata Bandial, bem como pelos juízes Ijazul Ahsan e Muhammad Ali Mazhar, declararam que o tribunal revisaria as ações do vice-presidente.
No mesmo dia, a coalizão oposicionista Movimento Democrático do Paquistão realizou uma sessão não oficial na Assembleia Nacional depois que a câmara foi suspensa e aprovou o voto de desconfiança em Imran Khan, declarando-o bem-sucedido com 197 votos para os 172 necessários.
A Suprema Corte analisou de 3 a 7 de abril o recurso interposto pela oposição. Em 7 de abril, declarou inconstitucional a rejeição da moção de censura e, portanto, invalidou a dissolução, por unanimidade dos cinco juízes. A Corte ordenou ainda que a Assembleia Nacional se reúna a 9 de abril para votar a moção de censura. 

### Destituição de Imran Khan
Imran Khan foi finalmente derrubado pela moção de censura, votada no dia seguinte, pouco depois da meia-noite, por 174 deputados, dois votos a mais do que o mínimo exigido. Esta votação surge na sequência da renúncia do Presidente e do Vice-Presidente da Assembleia. Embora a sessão caótica tivesse começado no dia anterior às 10h, foi suspensa várias vezes, enquanto os deputados de ambos os campos trocavam insultos e os ministros atrasavam a votação com discursos intermináveis como uma obstrução parlamentar.
O ex-primeiro-ministro, no entanto, ainda é popular entre grandes setores da população, e estes se reúnem a pedido do político.

## Consequências

### Formação de um novo governo
A Assembleia Nacional reúne-se a 11 de abril para eleger um novo Primeiro-Ministro. Shehbaz Sharif concorre para suceder Imran Khan como candidato da oposição. O ministro das Relações Exteriores de Imran Khan, Shah Mehmood Qureshi, tenta fazer-lhe frente. No final, os apoiantes de Imran Khan boicotaram massivamente a sessão, durante a qual Shehbaz Sharif foi eleito sem oposição com 174 votos a seu favor, num total de 342 assentos, dois a mais do que a maioria absoluta.